# Campaña de Palmira
La campaña de Palmira —llamada liberación de Palmira por la coalición RSII— se refiere al conjunto de acciones militares que se llevaron a cabo en las antiguas ruinas de Palmira cuando fue invadida el mayo de 2015 por Estado Islámico; la segunda en julio-agosto de 2015 cuando el Ejército Árabe Sirio no consigue retomar la ciudad; la tercera en marzo de 2016 cuando las fuerzas sirias la reconquistaron; la cuarta en diciembre de 2016 cuando el Estado Islámico la retoma de nuevo— en la quinta, de marzo de 2017, el ejército sirio consigue retomar de nuevo la ciudad.

## Cuarta ofensiva de Palmira: diciembre de 2016
La ofensiva de Palmira en diciembre de 2016 fue una operación militar lanzada por el ejército del EIIL que condujo a la reconquista de la antigua ciudad de Palmira y a un ataque fallido del EIIL en la base aérea Tiyas T-4 al oeste de la ciudad. El EIIL anteriormente controlaba la ciudad desde mayo de 2015 hasta marzo de 2016.
La inesperada ofensiva relámpago se produjo al mismo tiempo que tres importantes ofensivas contra el EIIL: la ofensiva turca occidental al-Bab y la batalla de al-Bab al norte de Alepo, la campaña kurdo-árabe de al Raqqa y la batalla iraquí de Mosul en Irak, que estaban ganando terreno al Estado Islámico.

## Quinta ofensiva de Palmira: marzo de 2017
El 1 de marzo comenzó la gran ofensiva para recuperar Palmira tomando el castillo y el complejo histórico en Amiriya al norte, al sur capturando toda la cordillera de Hayall. Las SAA tomaron el norte de la ciudad hasta conquistar el aeropuerto para evitar la lucha en el complejo histórico.

El 2 de marzo se anuncia la liberación de la totalidad de Palmira. La operación del Ejército sirio en Palmira fue elaborada y llevada a cabo bajo liderazgo de consejeros militares rusos, y ha terminado de forma «exitosa», ha declarado este viernes el jefe del Departamento Operativo Principal del Estado Mayor de Rusia, Serguéi Rudskói.
En un mes y medio las tropas del Ejército gubernamental [sirio] y unidades de milicias, ejerciendo una fuerte resistencia a los terroristas, avanzaron unos 60 kilómetros en medio de combates, y el 2 de marzo tomaron por completo el control de Palmira. Serguéi Rudskói, jefe del Departamento Operativo Principal del Estado Mayor de Rusia.
 Las pérdidas de los terroristas ascienden a más de 1000 muertos y heridos. Han sido destruidos 19 tanques, 37 coches blindados, 98 camionetas con el armamento pesado y más de 100 vehículos. Durante la operación en contra de los terroristas «no solo han sido utilizados aviones, sino también los helicópteros avanzados Ka-52, que han demostrado su alta eficacia en las áreas montañosas y el desierto (...) en las áreas donde se encuentran los monumentos de la ciudad antigua de Palmira no fueron realizados ataques, con el objetivo de el patrimonio histórico». El militar ruso ha revelado que la antigua ciudad «ha sido liberada por completo», el Ejército sirio «ha tomado el control de las alturas al norte y al sur de Palmira y está continuando la ofensiva en la parte oriental». Los zapadores sirios, preparados por especialistas rusos en el centro de formación en Alepo, «han empezado a neutralizar las minas y objetos explosivos dejados por los terroristas». Los zapadores del Centro Internacional Antiminas de las Fuerzas Armadas de Rusia van a unirse a este proceso. Rudskói ha enfatizado que «los resultados alcanzados han sido posibles gracias a la eficaz preparación conjunta y a la concentración y coordinación de los esfuerzos del comando del grupo ruso en Siria y el mando de las Fuerzas sirias». Los éxitos en Palmira han sido logrados «a pesar del permanente aumento de los combatientes terroristas por su retirada de Mosul y Raqa».
El 4 de marzo Estado Islámico retiene los silos en la entrada oriental de Palmira.
El 9 de marzo el ministro de Petróleo y Recursos minerales, Ali Ghanem, señaló que los talleres han comenzado las obras de rehabilitación y mantenimiento de la fábrica de gas de Hayyan según el plan ideado y conforme al volumen de los daños causados por los terroristas de Daesh, los cuales han superado el 65 por ciento. Al realizar una gira en la fábrica situada en el campo este de Homs, junto con el gobernador de Homs, Talal al-Barazi, el titular de Petróleo explicó que se trabaja para extinguir los pozos que fueron explosionados por los terroristas de Daesh, aclarando que hasta la fecha se logró apagar a dos. A su vez, el director del yacimiento gasífero de Hayyan, Asad Sulaiman, señaló que el plan de emergencia se compone de dos partes: la rehabilitación de la fábrica, y la extinción de los pozos incendiados, agregando que los talleres de técnicos trabajan para reparar la línea By Bus para trasladar el gas a la fábrica de Ebla donde será tratado. Enfatizó que el yacimiento de Hayyan producía antes de ser saboteado por los terroristas de Daeh, acerca de tres millones de metros cúbicos de gas natural, de 4 a 5 mil barriles de condensados de gas, alrededor de 150 toneladas de gas, y añadió que el yacimiento incluye a tres yacimientos: Yazal, al-Maher, Hayyar, y cada uno de estos abarca un grupo de pozos.
El 11 de marzo se abre un nuevo frente capturando la aldea de Albarghoutiah, al este de Salamiya en Hama.
El 13 de marzo se anuncia la captura de la estación eléctrica al sur de Palmira y el avance hacia la-Abbasiyah y al-Talilah, continúan los combates en los silos.
El 14 de marzo se capturó Wadi Al Ahmar a 6 km al oeste de los silos de Palmira.
El 15 de marzo se lanzó una gran ofensiva en dirección a los campos gasíferos de Arak, conquistando Jabal Mustadira y Qal’at Al-Har al noroeste, Al-Sukkari sureste y Qalat al Hari al este de Palmira.
El 16 de marzo la ofensiva se concentra en el norte con la conquista de Jabbal Mazar y sus depósitos.
El 17 de marzo el Ejército sirio ha anunciado que ha derribado uno de los cuatro aviones de la Fuerza Aérea israelí que penetró en espacio aéreo de la república árabe. Damasco afirma que el objetivo de la Fuerza Aérea de Israel eran intereses militares sirios en el área de Palmira. «Nuestros sistemas de defensa reaccionaron y derribaron uno de los aviones en el territorio ocupado. También se ha visto afectada otra aeronave, además de la que se fue volando», reza un comunicado de las Fuerzas Armadas de la república árabe. El Ejército israelí ha confirmado haber llevado a cabo ataques aéreos contra varios objetivos en Siria. Sin embargo, las Fuerzas de Defensa aseguran que ninguno de sus aviones ha resultado dañado. «En ningún momento la seguridad de los civiles israelíes o de las aeronaves de las Fuerza Aérea se vio comprometida», afirmó un portavoz militar. Asimismo, las autoridades israelíes han afirmado que los bombardeos estaban dirigiéndose a posiciones de grupo libanés Hezbolá, que Tel Aviv considera enemigo, en el interior de Siria. Según la cadena Al Jazeera Badie Hamya, líder militar de Hezbolá habría muerto en el bombardeos cerca de Palmira.
El 18 de marzo zapadores rusos desactivaron más de 120 artefactos explosivos el primer día del desminado de la parte histórica y barrios residenciales de Palmira, comunicó el portavoz del Centro Internacional de Desminado de las Fuerzas Armadas de Rusia, Valeri Ovdienko, fue organizada también la retirada y la destrucción de los artefactos de dos arsenales. El desminado se lleva a cabo habida cuenta de las peculiaridades del casco histórico y habrá que rastrear en un mes y medio unas 900 hectáreas. Los zapadores hacen todo a su alcance para mantener la infraestructura, incluida la parte histórica, retiran y destruyen todo en la medida de lo posible fuera de la ciudad. En el desminado emplean también a perros de servicio, entre ellos la pastora alemana Bereta, que participó también en el desminado de Alepo.
El 19 de marzo Daesh lanzó varios ataques en la carretera Khanaser-Athriya aprovechando el ataque insurgente en Damasco. El ejército tomó varias posiciones en Jabal al-Haram al norte de Palmira.
El 4 de abril las SAA tomaron las montañas de Mazbad, en el norte de Palmira.
El 26 de abril Daesh lanza un ataque contra las silos de Palmira. Las SAA toman el control de los campos de al Shaer, la undécima división de tanques tomaron Jabal Sawanah en el norte de Palmira.
El 2 de mayo Daesh conquista varias posiciones en el oriente de Palmira, así como armamento ruso de la quinta legión de las SAA, acabando con 11 soldados.
El 12 de mayo las SAA toman el área de al Talila al sur de Palmira.
El 18 de mayo tras 3 días de ofensivas las SAA recuperan Manuk al norte de Palmira, liberando 84.6 kilómetros cuadrados.
El 19 de mayo Daesh lanza un ataque sorpresa en dirección a la base T4, capturando municiones de las SAA.